# Голокост у Лубнах
Голокост у Лубнах — це систематичне винищення євреїв на території міста Лубни (наразі це місто обласного підпорядкування в Полтавській області, адміністративний центр Лубенського району), окупованого нацистською Німеччиною у роки Другої світової війни.

## Друга світова війна. Голокост
Згідно з переписом населення 1939 року, у Полтавській області мешкало 46 928 євреїв. У місті Лубни проживало 2883 євреї (10,52 % населення). Згідно з адміністративним поділом, який встановили нацисти, Лубни входили до генеральної округи Київ — адміністративно-територіальної одиниці Райхскомісаріату Україна. 1 вересня 1942 року німецька влада створила у Лубнах ґебітскомісаріат, місто стало центром Лубенського ґебіту.
Місто було окуповане німецькими військами 13 вересня 1941 року. Дослідник Карел Беркгоф у своїй монографії Жнива розпачу: Життя і смерть в Україні під нацистською владою згадує мемуариста, який залишив детальний опис міста Лубни цього періоду. Цей мемуарист відзначив, що коли німці окупували Лубни населення «незасмучене, не боїться… Німці саме розташувалися на обід і досить приязно частували дітей і настирливіших із-поміж дорослих ситною локшиною із січеним м'ясом». Також було зазначено, що вони також сміялися з місцевих, які займалися грабунком.
Після цього була проведена реєстрація євреїв. Було зареєстровано близько 20 000 жителів, серед яких 1 500 євреїв у місті Лубни. Відповідно, частині євреїв вдалось евакуюватися, а частина євреїв переховувалася від реєстрації. Вже 10 жовтня було поширено інформацію про те, що всі євреї міста зобов'язані з'явитися 16 жовтня у певному місці. У цьому оголошенні зазначалося:
«Всі жиди — мешканці міста Лубень та околиці — мають з'явитися з метою переселення в четвер 16 жовтня до 9-ї години ранку на вул. Замостя № 3 (бувші міські дачі). Необхідно взяти з собою харчі на три дні і теплий одяг. Хто не виконає цього наказу буде розстріляний. Арійських мешканців (українців та росіян) міста взивається доносити про тих жидів, які не підкоряться цьому наказові».
Свідок Катерина Кривописко, яка у період окупації жила у єврейські родині у Лубнах (родина Семена Погуляєвського), у своєму інтерв'ю зазначала, що, коли євреїв зібрали на площі Кірова, їх пошикували у колону. Тим євреям, які були крайніми зліва і справа зв'язали руки один із одним так, щоб з колони не можна було вийти. І у супроводі німців, які були переважно на мотоциклах, колона рушила у бік селища Засулля. Конвоювання на розстріл євреїв були здійснені членами зондеркоманди 4а.
У результаті проведення цієї акції загинуло щонайменше 1500 євреїв (за іншими даними 1900). На третій день після розстрілу вищезгадана Катерина Кривописко пішла разом з подругами до місця розстрілу і побачила місце, присипана землею, на якому де-не-де ще рухалася земля.
У акті районної комісії від 27 квітня 1944 року про це було зазначено:
«…Немецкие фашисты окружили сплошной цепью собравшихся и предложили им раздеться до нижнего белья, а потом толпами по 35-40 человек гнали к противотанковому рву, находящегося возле пенькового завода у с. Засулье. У рва немцы мужчин, стариков и женщин заставили снять нижнее белье, после чего ставили толпами на урез рва и расстреливали из автоматов, а детям давали по конфете, начиненные ядом, и отравляли…».
Один із учасників розстрілу євреїв 16 жовтня, член зондеркоманди 4а, Йоганнес Дайнлайн (Johannes Deinlein) згадував після війни:
«В Лубнах были произведены казни (…) Я должен признаться, что, по моей оценке, было расстреляно свыше 1000 евреев. Они были убиты за Лубнами нашей передовой командой. Стрелять должны были все члены команды, которая по численности равнялась примерно взводу (…) Расстреливали из автоматов и карабинов (…) Евреи были уничтожены за один день».
Анатолій Зільман, сім'я якого під час окупації залишилась у Лубнах, зазначав, що йому та його матері Зільман Сарі вдалося вижити під час розстрілів євреїв 16 жовтня 1941 року через те, що жінка з дитиною на руках (цією дитиною був Анатолій Зільман) впала до рову до пострілу. А вночі їй вдалося вибратися з ями. І жінка з дитиною на руках пішла до села Засулля, де одна мешканка села впустила жінку на ночівлю, оскільки вона часто бувала в Лубнах і знала сім'ю Якова Зільмана.
Варто зазначити, що у день акції (16 жовтня 1941 року), коли євреї зібралися на пункті збору (в центрі Лубен, площа Кірова, поблизу синагоги), німецький військовий фотограф Йоганнес Хеле, який був членом 637 загону пропаганди 6-ї армії Вермахту, зробив серію фотографій. Він зробив світлини євреїв, які зібралися незадовго до початку розстрілу. Світлини Йоганнеса Хеле періоду Другої світової війни стали широко відомими, найперше йдеться про серію кольорових фото з Бабиного Яру. Він зробив 29 кольорових фото у день розстрілу євреїв Києва, але не передав їх своєму керівництву, а залишив їх собі. Відомо, що фотограф робив свої фото як з повітря, так і на землі. Влітку 1942 року Йоганнеса Хеле було поранено і кілька тижнів він перебував у госпіталі. Після цього він продовжив свою діяльність фотографа. Помер у 1944 році у Франції. Після закінчення Другої світової війни, американськими військами було конфісковано декілька вантажівок із матеріалами німецьких пропагандистських дивізій. На початку 1950-х років колекція фотографій Йоганнеса Хеле була передана (ймовірно продана) його дружиною до Фрау Шульц, яка була дружино берлінського журналіста Ганса Георга Шульца. Чорно-білі копії цих фото були використані у розслідуванні злочинів зондеркоманди у Києві та Лубнах восени 1941 року. У 2000 році вдова Ганса Шульца продала кольорові фото з Бабиного Яру Гамбурському інституту соціальних досліджень.
Після акції орсткомендатура I/922 у Лубнах конфіскувала у Михайла Волкова, місцевого жителя, 15 американських доларів, російські золоті монети періоду царату та 66 грамів розплавленого золота. За поясненнями, ймовірно, самого Волкова, він знайшов ці цінності серед єврейського майна. У донесенні орсткомендатури I/922 від 21 жовтня 1941 року зазначалося: «Так как соответствующих евреев уже нет в живых и больше не имеется никаких законных владельцев, то конфискация представляется обоснованной». Після того, як євреїв було розстріляно 16 жовтня, їхнє майно, яке залишилося в домівках, було зібрано німцями, а в гарне за якістю житло заселилися члени німецької окупаційної адміністрації.
За деякий час після цього розстрілу, як зазначає Карел Беркгоф, наводячи свідчення мешканця Лубен Івана Жигадла, з боку місцевих жителів здійнялася хвиля доносів на євреїв-утікачів та їхніх родичів від змішаних шлюбів. Іван Жигадло у своїх свідченнях підкреслював, що рушійною силою цієї хвилі доносів були ті самі люди, які зазвичай доносили на своїх співгромадян за радянської влади. Мотивацією часто виступали обіцянки німецької окупаційної влади винагороджувати донощиків грошима, цінним майном або харчами.
За одними даними у листопаді 1941 року у місті Лубни за наказом коменданта міста Рондорфа було розстріляно більше тисячі громадян єврейської національності у районі села Засулля урочища Рибки. За іншими даними (Ereignismeldung UdSSR № 156) повідомлялося, що:
«Подкоманда SK 4а в Лубнах 18 ноября 1941 г. приступила к оценке оставленніх передовой командой документов НКВД и исполнению текущих дел. Совместно с созданной в Лубнах украинской милицией на основании захваченных материалов могли быть арестованы ряд агентов НКВД и несколько руководящих коммунистов. 34 агента и коммуниста и 73 еврея были расстреляны».
Також відомо, що на Великдень, 6 квітня 1942 року, загін зондеркоманди «Плат» (командир — гауптштурмфюрур СС Платт) розстріляв близько 700 євреїв у місті Лубни. Свідок розстрілу, Федір Вовк, на допиті 26 квітня 1944 року зазначав:
«…В военном тире, построенном до оккупации, были вырыта огромного размера яма, которая находилась от одного из сараев каменных метров 70-80. От этой ямы и до самих дверей стояли немецкие солдаты с автоматами в два ряда, расстояние между которыми было в среднем 10 метров. На насыпи этой ямы стояли также три немецких солдата с автоматами…С ужасными криками из сараев выбегали раздетые догола люди по направлению к яме и сами опускались в яму. Как только люди скрывались в яме, трое стоящих на поверхности ямы стреляли из автоматов. Как только прекращалась стрельба из автоматов, то к яме подбегала новая партия жертв немецких варваров в 20 человек, которые подгонялись немецкими солдатами к яме, и снова начиналась стрельба из автоматов. Среди раздетых догола людей были мужчины и женщины с детьми. Все это проходило до двух часов дня, и пропущено до 50 партий… Когда немецкие палачи окончили свою расправу, то из одного из стоявших сараев была выведена группа советских военнопленных около 80 человек, которые стали зарывать яму…».
Всього за 1941—1943 рр. у місті Лубни було вбито більш ніж 2000 євреїв. Всього в Полтавській області за роки німецької окупації було вбито більш ніж 13000 євреїв.